# سيدي العابد (سيدي العابد)
سيدي العابد هي إحدى مشيخات المملكة المغربية، تتبع جغرافيا لإقليم تاونات وإداريًا لسيدي العابد. يقدر عدد سكانها بـ 3667 نسمة حسب الإحصاء الرسمي للسكان والسكنى لسنة 2004.